# Jannu
Jannu o Kumbhakarna (en Limbu: Phoktanglungma) es la trigesimosegunda montaña más alta del mundo. Es parte importante de la delimitación occidental de Kanchenjunga, la tercera montaña más alta del planeta. El Jannu es un pico grande y abrupto situado a su derecha y presenta varias rutas de escalada complicadas.
Si bien el nombre oficial del pico es Kumbhakarna, la denominación Jannu es más conocida. En el idioma nativo, el limbu, se conoce a esta montaña como Phoktanglungma, Phoktang significa hombro y Lungma, montaña, literalmente, montaña con hombros. Además es sagrada en la religión de los Kiranti.

## Ubicación
Jannu es el pico más alto de la sección Kumbhakarna del Himalaya Kangchenjunga (según la clasificación propuesta por el montañero H. Adams Carter), que se extiende en el límite entre Nepal y la región india de Sikkim. Jannu se encuentra completamente en territorio nepalí. Al este, una cresta lo une al Kangchenjunga.

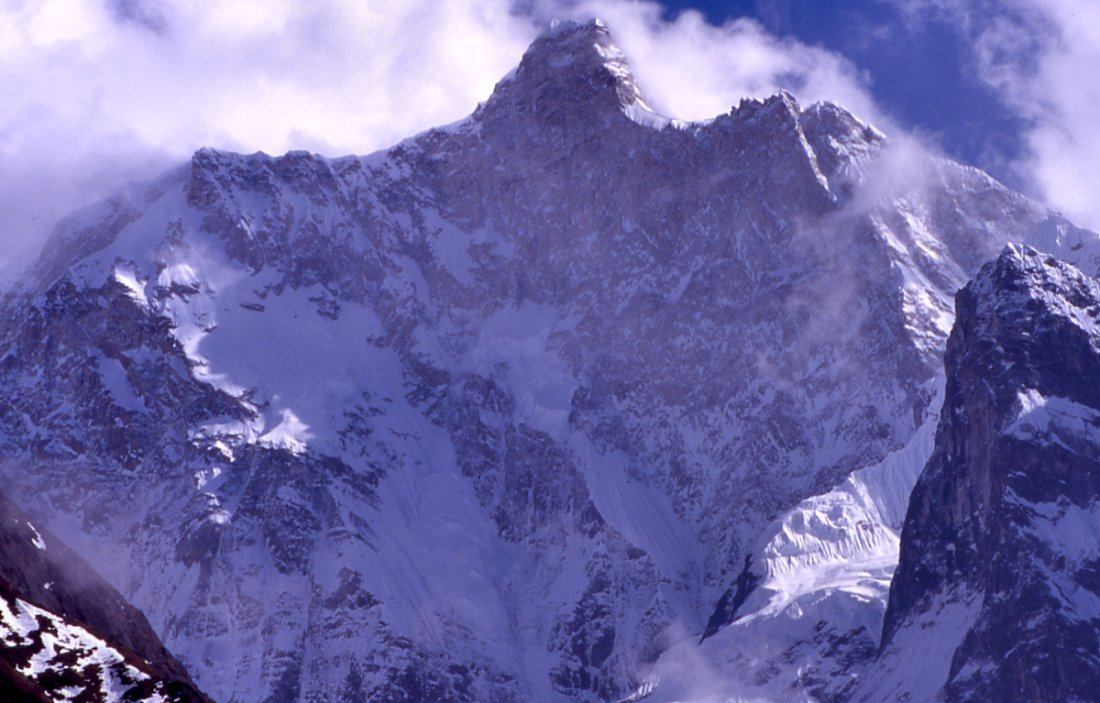
Cara norte de Jannu.

## Características destacables
Jannu es la trigesimosegunda montaña más alta del mundo. Es particularmente conocida por el desafío que supone escalarla, se trata de uno de los picos más complicados de escalar en términos de dificultad técnica debido a su compleja estructura y a una zona especialmente abrupta cerca de la cima. La cara norte ha sido escena de algunas de las escaladas más técnicas y controvertidas realizadas en altitudes superiores a los 7.000 metros.